# Astra Modelo 400
Astra Modelo 400 là loại súng ngắn bán tự động do nhà máy Astra-Unceta y Cia SA chế tạo để thay thế cho khẩu Campo-Giro. Đây là loại súng ngắn tiêu chuẩn cho lực lượng quân đội Tây Ban Nha và được sử dụng trong cuộc nội chiến Tây Ban Nha cũng như được thấy quân đội Đức sử dụng trong chiến tranh thế giới thứ hai. Nó được thay thế trong lực lượng quân đội Tây Ban Nha bằng khẩu Star modelo A vào năm 1946.

## Lịch sử
Năm 1920 lực lượng quân đội Tây Ban Nha đã quyết định thay thế loại súng ngắn tiêu chuẩn Gampo-Giro và ba mẫu thiết kế đã tham gia vào việc lựa chọn. Astra 400 là một trong ba mẫu này và nó đã chiến thắng và nhận quyết định trở thành loại súng ngắn tiêu chuẩn vào tháng 8 năm 1921.
Trong cuộc nội chiến Tây Ban Nha Astra 400 đều được sử dụng ở cả hai bên chiến tuyến. Nhận thấy rằng nhà máy Astra sẽ không thể nào đáp ứng kịp nhu cầu rất cao về loại súng này chính quyền Cộng hòa Tây Ban Nha đã cho xây dựng thêm hai nhà máy nữa để sản xuất Astra 400.
Xưởng công binh Tarrasa đã sản xuất 8000 khẩu với tên F. Ascaso và một công ty tư nhân tại Valencia đã sản xuất 15000 khẩu với tên Republica Española. Hai mẫu này có thể phân biệt bởi tay cầm và thiết kế điểm ruồi khác nhau. Tổng cộng 105000 khẩu đã được bán cho cả bên tham chiến trong cuộc nội chiến Tây Ban Nha cũng như xuất khẩu cho lực lượng quân đội Chile, Xứ Basque và Đức Quốc xã cũng như dân sự. Việc sản xuất Astra 400 đã bị ngừng lại vào năm 1946.

## Thiết kế
Astra 400 sử dụng cơ chế nạp đạn blowback. Lò xo đẩy khối trược nằm bao quanh nòng súng. Súng không có nút điều chỉnh khóa an toàn mà thay bằng nút khóa nằm ở sau tay cầm cò súng, xạ thủ sẽ mở nút khóa này bằng cách nắm mạnh vào tay cầm cò súng để bắn còn nếu tay của xạ thủ rời ra khỏi khẩu súng thì súng sẽ ngay lập tức tự khóa an toàn. Một cơ chế khóa tự động khác nằm ở trong khẩu súng sẽ không cho kết nối giữa cò súng và búa điểm hỏa nếu khối trượt chưa trở về vị trí cũ.
Súng được đánh giá là khá chính xác nhờ có nòng dài và trọng lượng khá nặng để hấp thu một lượng khá lớn lực giật do viên đạn và cơ chế blowback bắn tạo ra. Astra 400 có thể bắn nhiều loại đạn ngoài loại đạn mà nhà sản xuất khuyên sử dụng với chiều dài khác nhau miễn là nhét vừa vào nòng súng nhưng phải biết cách sử dụng nếu không muốn làm hỏng súng và gây nguy hiểm chính xạ thủ cũng như mỗi loại đạn sẽ làm súng có hiệu quả hoạt động khác nhau.